# Mastermind (émission de télévision)
 (novembre 2015).
Si vous disposez d'ouvrages ou d'articles de référence ou si vous connaissez des sites web de qualité traitant du thème abordé ici, merci de compléter l'article en donnant les références utiles à sa vérifiabilité et en les liant à la section « Notes et références ».
Mastermind est un quiz télévisé de la BBC.
Scénarisé par Bill Wright, son format n'a jamais changé ; quatre puis, dans les émissions plus récentes, cinq candidats s'affrontent en deux manches, l'une où le candidat est interrogé sur un thème qu'il a choisi et un sur de la culture générale. Wright s'inspire un peu de son expérience personnelle, et des interrogatoires qu'il avait dû subir de la Gestapo durant la Seconde Guerre mondiale.
L'atmosphère inquiétante de Mastermind est lié au thème musical, Approaching Menace du compositeur anglais Neil Richardson.